# Устецки край
Устецкият край (на чешки: Ústecký kraj или Ústecko) е един от краевете на Чешката република. Разположен е в северозападната част на страната в историческия регион Бохемия. Административен център на края е град Усти над Лабе.

## География
Устецкият край е разположен в северозападна Чехия. Граничи на север с немската провинция Саксония, Либерецки край на североизток, Карловарски край и Пилзенски край на запад и Средночешки край на югоизток. Има залежи на въглища. С територията си от 5335 km² заема 6,8% от територията на Чехия. 50% от земята е обработваема, на 30% от площта има гори и 2% са заети от водни басейни. Най-високият връх е Мацеха (Macecha) – 1 113 m. Най-ниската точка е течението на река Лабе – 115 m.
На територията на Устецкия край се намира националният парк „Чешка Швейцария“ (на чешки: České Švýcarsko) на площ от 7 900 ha.
Устецкия край е стратегически важен за ЕС. През него минава европейският път E55, както и жп линията Прага-Германия. Река Лабе е най-важният речен път в Чехия, защото по нея се превозват стоки до Хамбург, Германия.

## Административно деление
Краят се дели на 7 окръга.
| Окръг         | Площ, км² | Население, жит. (2011) | Брой селища |
| ------------- | --------- | ---------------------- | ----------- |
| Дечин         | 908,58    | 128 834                | 52          |
| Хомутов       | 935,30    | 122 157                | 44          |
| Литомержице   | 1032,16   | 117 278                | 105         |
| Лоуни         | 1117,65   | 85 191                 | 70          |
| Мост          | 467,16    | 111 775                | 26          |
| Теплице       | 469,27    | 125 498                | 34          |
| Усти над Лабе | 404,44    | 118 228                | 23          |
| Общо          | 5334,56   | 808 961                | 354         |

## Население
С население от 822 173 жители през 2005 г. Устецкият край е на 5-о място в Чехия. Гъстотата на населението от 154 д/км² е над средната за страната (130 д/км²).

### Етнически състав през 2001 г.
Численост и дял на етническите групи според преброяването на населението през 2001 г.:
|            | Численост | Дял (в %) |
| Общо       | 820 219   | 100.00    |
| Чехи       | 755 603   | 92.12     |
| Словаци    | 22 214    | 2.70      |
| Германци   | 9478      | 1.15      |
| Виетнамци  | 3335      | 0.40      |
| Украинци   | 2211      | 0.26      |
| Цигани     | 1905      | 0.23      |
| Поляци     | 1665      | 0.20      |
| Руснаци    | 1160      | 0.14      |
| Моравци    | 1080      | 0.13      |
| Силезци    | 65        | > 0.01    |
| Други      | 5502      | 0.67      |
| Неизвестни | 16 001    | 1.95      |

## Икономика
В Устецкия край през 2005 г. работят около 358 000 души. През 2005 г. средната месечна заплата е 17 094 чешки крони, което е с 1930 чешки крони под средното за страната. По този показател Устецкия край е на 5-о място в страната. През 2005 г. БВП на Устецкия край е 6,5% от БВП на Чехия. БВП на Устецкия край на човек от населението се равнява на 81,1% от БВП на Чехия на човек от населението, по който показател Устецкия край е на 10-о място в страната. Сред най-големите работодатели в края са Mostecká uhelná společnost, Severočeské doly (въгледобивни компании), Chemopetrol (петрол/химическа промишленост), и болниците в Усти над Лабем.